# Процесуально-правова норма
Норма процесуального права (процесуально-правова норма) — норма, що встановлює порядок застосування норм матеріального права: містить правило, на підставі якого можливе вирішення юридичної справи по суті. Наприклад, порядок розслідування злочину, порядок виклику свідків до суду тощо.
Є вторинним регулятором суспільних відносин.
Призначення норм процесуального права полягає в правовому регулюванні так званих організаційних суспільних відносин, забезпеченні процедур, форм реалізації або захисту норм матеріального права. Процесуальні норми завжди мають процедурний характер; вони адресовані насамперед суб'єктам, наділеним державно владними повноваженнями щодо прийняття та застосування норм матеріального права (слідчим, суддям, прокурорам та ін.).

### Відмежування від матеріально-правових норм
Залежно до таких складових системи права, як матеріальне та процесуальне право, класичні норми поділяють на норми матеріального та процесуального права.
Норма матеріального права — норма, що є первинним регулятором суспільних відносин: містить правило (права, обов'язки, заборони), на підставі якого можливо вирішення справи по суті. Наприклад, не можна вчиняти вбивство.
Норми процесуального права походять від норм матеріального права:процесуальні норми регулюють вже не фактичні, а юридичні зв'язки, що склалися в соціально-правовій сфері, у правовідносинах, викликаються до життя потребою реалізації норм матеріального права.
Норми процесуального права — всі розпорядження процесуальних норм мають процедурний характер, тобто визначається найдоцільніший порядок здійснення правотворчої, правозастосувальної, правоохоронної, установчої і контрольно-наглядової діяльності держави. Багато розпоряджень процесуальних норм визначають порядок організації органів держави і здійснення ними своєї компетенції.
Норми процесуального права відрізняються від норм матеріального права: змістом, що виражається у своєрідності їх приписів; особливостями адресата; структурою будови.
Так, норми матеріального права характеризуються тим, що вони:
1) регулюють фактичні зв'язки, що слугують змістом процесуального права;
2) є більш динамічними, ніж процесуальні;
3) зумовлені матеріальними обставинами суспільного життя;
4) мають на меті забезпечувати права і свободи людини, упорядковувати
відносини в суспільстві, встановлювати правопорядок;
5) мають регулятивну, правоохоронну і правозахисну дію;
6) адресуються всім суб'єктам права;
7) скасовуються в офіційному порядку.
Норми процесуального права:
1) регулюють юридичні зв'язки, що виступають формою матеріального права, покликані сприяти розвитку матеріальних норм, забезпечувати їх реалізацію;
2) є більш статичними, ніж матеріальні норми, за своєю природою є обмежувальними;
3) мають подвійну зумовленість: а) матеріальними умовами життя суспільства; б) особливостями норм тієї галузі матеріального права, з якою вони тісно пов'язані і потреби якої обслуговують;
4) мають на меті забезпечувати право на захист прав, свобод та інтересів людини і громадянина у поєднанні з правом звертатися за таким захистом до суду, а також закріплювати владні повноваження суду з розгляду юридичних справ;
5) мають процедурний характер (визначають оптимальний порядок здійснення юридичного процесу)
6) адресуються зазвичай уповноваженим суб'єктам, тобто тим, які наділені владними повноваженнями щодо застосування норм матеріального права (слідчим, суддям, прокурорам та ін.);

Види норм процесуального права за галузями права:
кримінально-процесуальні; цивільно-процесуальні; адміністративно-процесуальні; господарсько-процесуальні та ін.

## Процесуальні і процедурні норми
Процедурно-процесуальний правовий механізм є складним правовим явищем, що характеризується різними формами впливу правових осіб на суспільні відносини в галузі забезпечення права. Норми та правовідносини, що входять до його складу, за своїм змістом і цілями не мають матеріального характеру та не є однорідними.

### Процедурні норми— вид процесуальних
Поняття «процесуальні норми» розуміються науковцями у вузькому та широкому сенсі. Так, В. І. Камінська норми організаційного та процедурного характеру вважає процесуальними в широкому значенні цього слова. Така думка викликала заперечення деяких вчених, тому ці норми отримали назву «процесуальних», «процедурно-процесуальних», «організаційно-процесуальних» тощо.

### Поняття «процес» та «процедура»
Якщо йдеться питання про більш узагальнююче поняття, то перед нами постає два терміна: «процес» і «процедура». Одні автори вважають більш широким поняття «процес», інші — процедура", треті вважають їх рівнозначними. «Кожна процедура є процес, але не кожний процес можна вважати процедурою.
Що стосується правової діяльності державних та громадянських органів, то ці терміни можуть застосовуватися як рівнозначні». С. С. Алексєєв відзначив, що при використанні тих чи інших понять необхідно враховувати традиції, що склалися в науці та на практиці, застосовуючи їх до певних видів діяльності окремих органів. Тому не випадково регламентацію діяльності окремих різних державних органів багато авторів називають «процедурною», а не «процесом». Зустрічаються й випадки, коли у назві роботи використовуються терміни «процесуальний», а в тексті «процедура», «процедурний». Відомий вчений В. М. Горшеньов пов'язує ці два поняття та вказує на процедурно-процесуальну регламентацію та діяльність.
Сьогодні не існує єдиної думки про місце процедурних норм у системі права, але можна говорити про наявність процедурних норм у системі законодавства України. Беручи до уваги особливості процедурних норм, які виявляються передусім у спеціальному призначенні такої норми права, яка регламентує, закріплює порядок(послідовність), дає свого роду «інструкцію» до дій, можна прослідкувати розташування процедурних норм у нормативно-правових актах. Відзначимо, що за кількісним складом процедурні норми значно перевищують процесуальні, але за ступенем регламентації відповідних форм діяльності поступаються процесуальним.

### Ототожнення
Іноді в науковій літературі зустрічаються спроби ототожнити процедурні в процесуальні норми.
Перше у даному випадку йменується «процесуальними». Визнання цих норм процесуальними може призвести до розмивання меж, які складаються між матеріальними та процесуальними нормами.

### Розмежування; відмінності
Маючи декілька загальних ознак, процедурні та процесуальні норми розрізняються, по перше за сферою застосування.
По-перше, процедурні норми регулюють будь-яку діяльність, що спрямована на виконання прав та обов'язків(наприклад, у процесі укладення договорів суб'єкти не застосовують, а використовують права, передбачені законом). Регламентацію з укладення договорів здійснюють саме процедурно-правові норми.
По-друге, процедурні норми регламентують порядок діяльності будь-якого органу, а не тільки створення для правозастосування.
По-третє, у процедурних нормах містяться певні вимоги до порядку реалізації прав та обов'язків суб'єктами правовідносин.
По-четверте, сфера дії процесуальних норм є значно вужчою порівняно зі сферою дії процедурних.
Таким чином, слід зазначити, що процедурні норми посідають важливе місце у системі правових норм національного законодавства.
Призначення зазначених норм полягає у тому, що вони є юридичними гарантіями під час реалізації матеріальних норм права та характеризують процесуально-правове становище. Їх характерною ознакою є те, що вони не тільки встановлюються державою за допомогою законодавства, але й розробляються суб'єктами правовідносин самостійно.